# Austrotritia singaporensis
Austrotritia singaporensis är en kvalsterart som beskrevs av Wojciech Niedbała 2004. Austrotritia singaporensis ingår i släktet Austrotritia och familjen Oribotritiidae. Inga underarter finns listade.